# Neuheeder Moor
Das Neuheeder Moor ist ein Naturschutzgebiet in der niedersächsischen Gemeinde Heede in der Samtgemeinde Dörpen im Landkreis Emsland.
Das Naturschutzgebiet mit dem Kennzeichen NSG WE 237 ist 102 Hektar groß. Es liegt nordwestlich von Heede im Norden des Bourtanger Moores und grenzt im Osten an die A 31.
Das Schutzgebiet stellt einen Hochmoorrest unter Schutz. Das Moor ist entwässert und durch Handtorfstiche verändert. Teile der Moorflächen sind zu Grünland, aber auch zu Acker kultiviert worden. Daneben finden sich Brachflächen und Bruchwälder.
Das Gebiet, das über Gräben zur Ems entwässert wird, soll langfristig wiedervernässt werden.
Das Gebiet steht seit dem 10. März 2001 unter Naturschutz. Zuständige untere Naturschutzbehörde ist der Landkreis Emsland.